# Семполинский, Людвик
Людвик Семполинский (пол. Ludwik Sempoliński; 18 августа 1899 — 17 апреля 1981) — польский актёр театра, кино и кабаре, также театральный режиссёр и директор театров.

## Биография
Людвик Семполинский родился 18 августа 1899 года в Варшаве. Он учился в варшавской Высшей коммерческой школе и одновременно в драматической школе. Дебютировал в театре в 1918 г. Актёр театров в Варшаве, Кракове, Вильнюсе и Лодзи. Умер 17 апреля 1981 года в Варшаве. Похоронен на кладбище Старые Повонзки.

## Избранная фильмография
- 1935 — Его сиятельство шофёр / Jaśnie pan szofer — камердинер
- 1935 — Любовные маневры / Manewry miłosne — князь Лямпенштейн
- 1936 — Пан Твардовский / Pan Twardowski — ученик
- 1936 — Барбара Радзивилл / Barbara Radziwiłłówna — австрийский посол
- 1937 — Этажом выше / Piętro wyżej — Кулька-Кулькевич
- 1937 — Три повесы / Trójka hultajska — поэт Рифмек
- 1938 — Павел и Гавел / Paweł i Gaweł — жиголо
- 1938 — Мои родители разводятся / Moi rodzice rozwodzą się — Коберницкий
- 1938 — Сигналы / Sygnały — Де Виль, директор отеля
- 1939 — О чём не говорят / O czym się nie mówi... — Кониц
- 1939 — Над Неманом / Nad Niemnem
- 1939 — Спортсмен поневоле / Sportowiec mimo woli — барон Дропс
- 1939 — Солдат королевы Мадагаскара / Żołnierz królowej Madagaskaru — Владислав Монцкий, дядя Владека
- 1939 — Руковожу здесь я / Ja tu rządzę — Вацлав, композитор
- 1948 — Моё сокровище / Skarb — квартирант Сасс-Громоцкий, советник
- 1950 — Две бригады / Dwie brygady — директор театра
- 1951 — Варшавская премьера / Warszawska premiera — Климович
- 1955 — Ирена, домой! / Irena do domu! — Котовский
- 1965 — Нелюбимая / Niekochana — актёр «Чаплин», выступающий в краковском кабаре

## Признание
- 1954 — Кавалерский крест Ордена Возрождения Польши.
- 1959 — Командорский крест Ордена Возрождения Польши.
- 1969 — Орден «Знамя Труда» 2-й степени.